# 范布倫 (密西西比州)
范布倫（英語：Van Buren）是位於美國密西西比州伊塔萬巴縣的鬼鎮。

## 歷史
范布倫的郵局於1839年設立，其後於1867年停運。

## 地理
范布倫所處的海拔為高於海平面80米（即262英呎），而該地所採用的時區為UTC-6，即北美中部時區（CST）。同時該地設有夏令時間，為UTC-6調快一小時，即UTC-5（CDT）。